# Trischalis iridescens
Trischalis iridescens är en fjärilsart som beskrevs av Rothschild 1913. Trischalis iridescens ingår i släktet Trischalis och familjen björnspinnare. Inga underarter finns listade i Catalogue of Life.